# Rezervația peisagistică Pohrebeni
Rezervația peisagistică Pohrebeni este o arie protejată, situată în apropierea satului omonim din raionul Orhei, Republica Moldova (ocolul silvic Pohrebeni, Pohrebeni, parcelele 14-35). Are o suprafață de 1.049 ha. Obiectul este administrat de Gospodăria Silvică de Stat Orhei.

## Clasificare
Rezervația fost încadrată în etajul deluros de cvercete și șleauri de deal (FD2) cu tipul de stațiune deluros de cvercete cu gorunete sau goruneto-șleauri, versanți însoriți (semiînsoriți) slab-moderat înclinați, sol cenușiu deschis, luto-nisipos, cenușiu închis, lutos, luto-argilos, productivitate superioară-mijlocie.
Au fost identificate trei tipuri de pădure, toate de productivitate mijlocie:

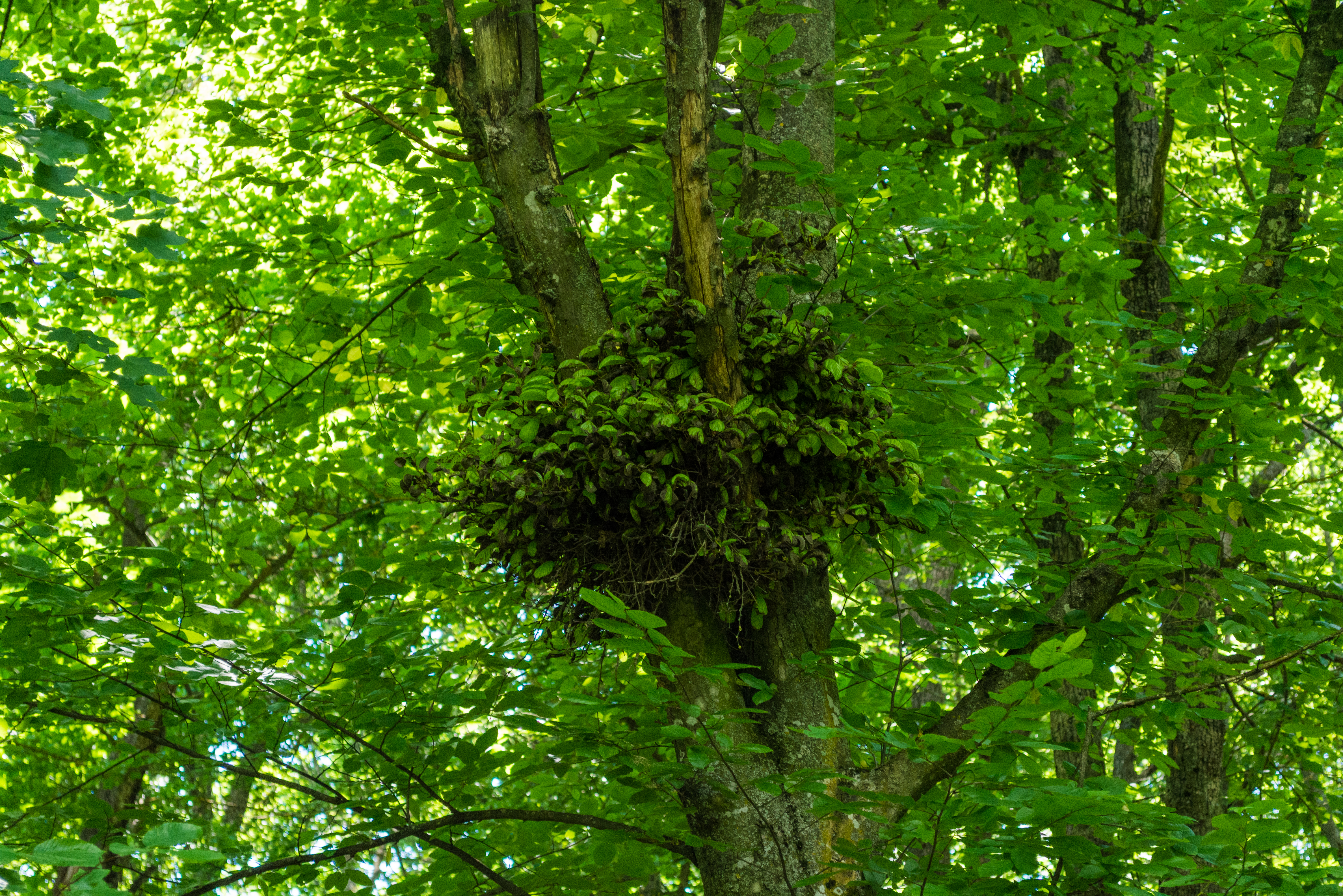
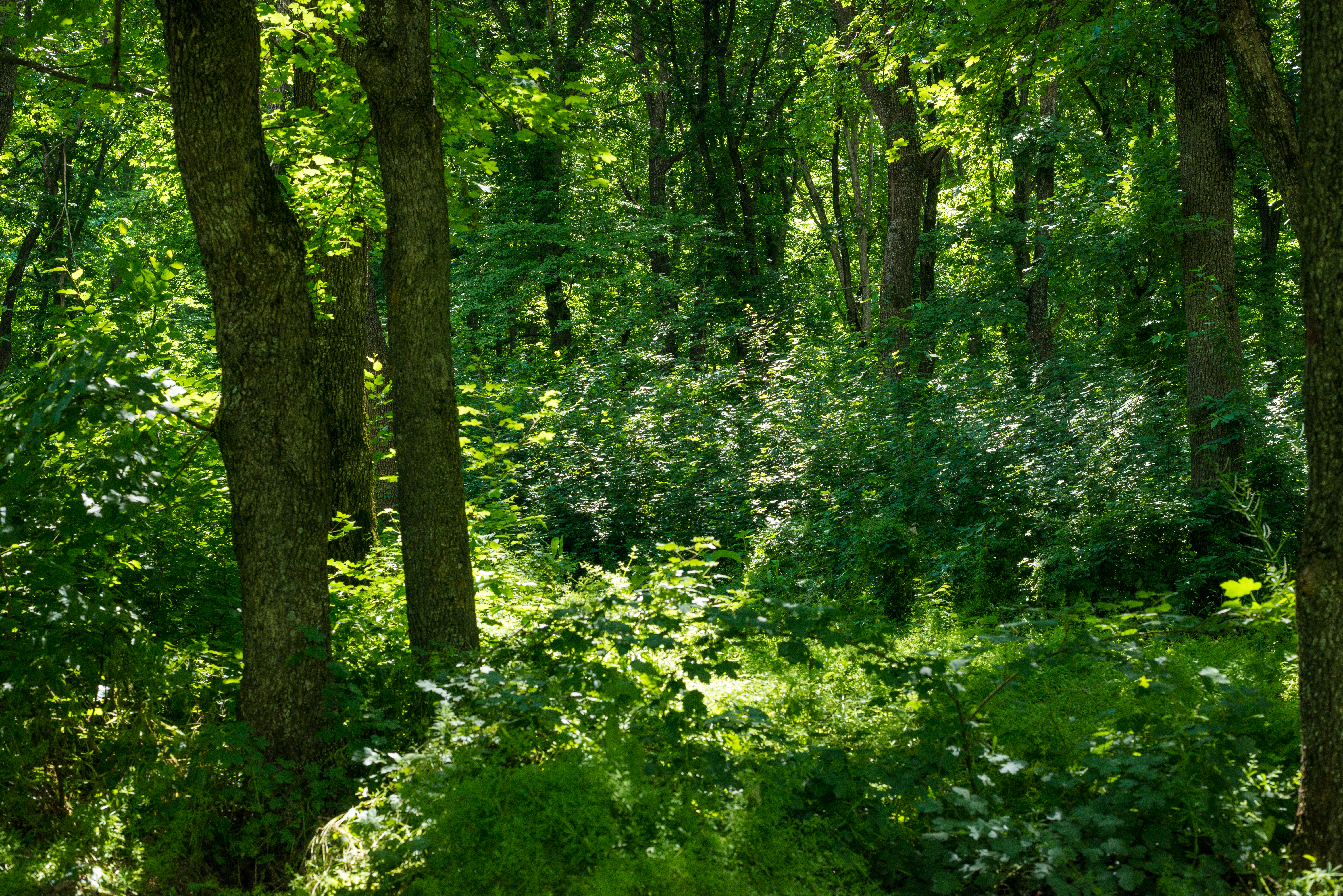
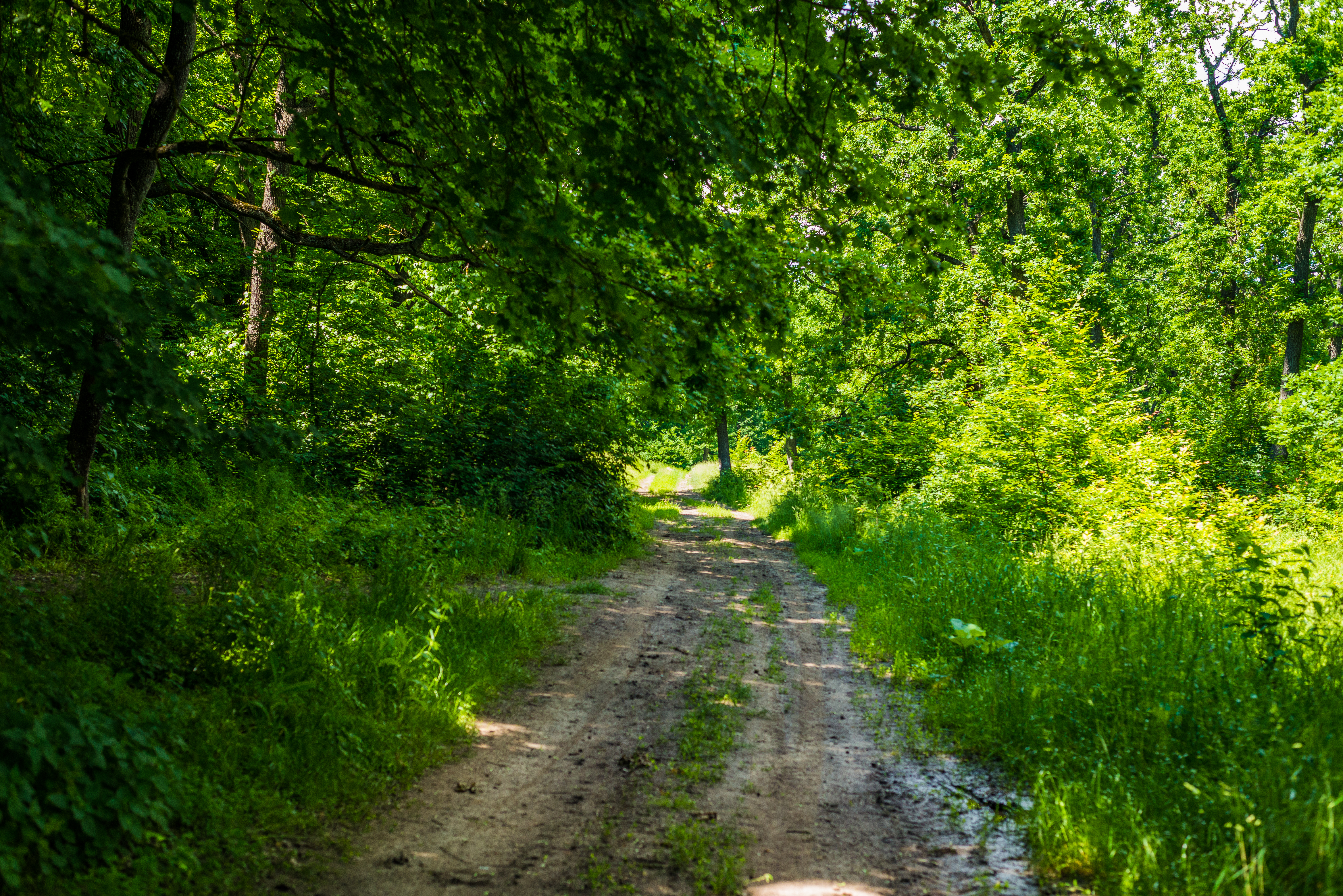
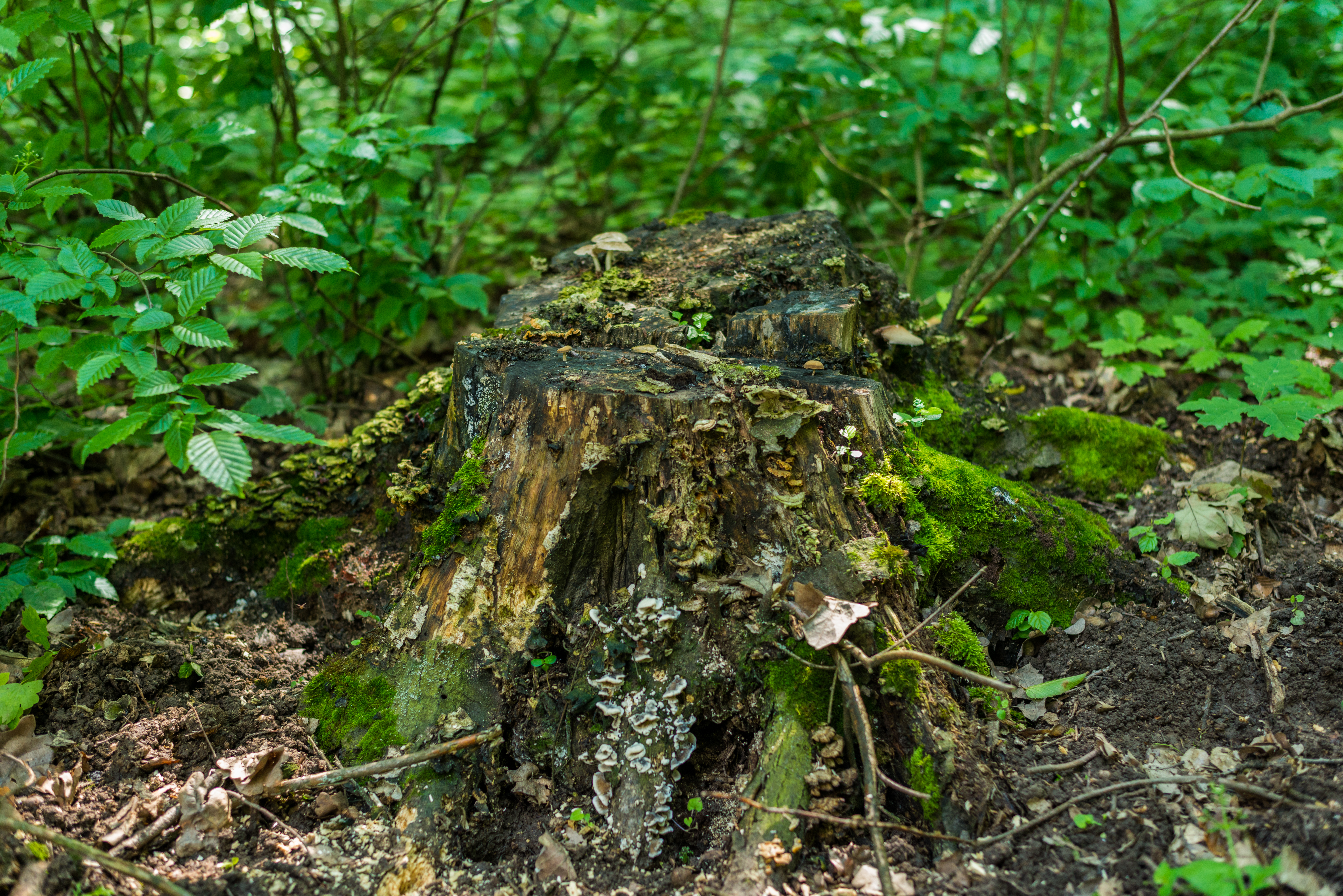

- goruneto-șleau;
- goruneto-stejăret;
- stejăret de coastă și platouri.